# Neostylopyga jambusanensis
Neostylopyga jambusanensis är en kackerlacksart som beskrevs av Roth, L. M. 1988. Neostylopyga jambusanensis ingår i släktet Neostylopyga och familjen storkackerlackor. Inga underarter finns listade i Catalogue of Life.